# Microgaster mortuorum
Microgaster mortuorum är en stekelart som först beskrevs av Rossi 1792.  Microgaster mortuorum ingår i släktet Microgaster och familjen bracksteklar. Inga underarter finns listade i Catalogue of Life.